# Henri Desportes
Pour les articles homonymes, voir Desportes.
Henri Desportes est un prêtre catholique et essayiste français.

## Biographie
Son roman Le juif franc-maçon, paru en 1890, raconte l'histoire d'un franc-maçon juif régnant sur tout un village ; ce roman est classé dans les livres les plus caractéristiques de l'antisémitisme de l'époque.
Son livre, Tué par les juifs : avril 1890 : histoire d'un meurtre rituel est basé sur un crime qui aurait eu lieu en Algérie et qui a relancé une accusation de crime rituel contre les Juifs. Cette accusation serait reprise dans un livre en arabe de 2001.

## Œuvres

### Essais
- Le Frère de la duchesse d'Angoulême, Éditeur : Paris : A. Ferroud, 1888.
- Ernest Renan : sa vie et son œuvre, Éditeur : Paris : Tolra, 1893.
- Le mystère du sang chez les juifs de tous les temps, Éditeur : Paris, Albert Savine, Éditeur, 1889.
- Tué par les juifs : avril 1890 : histoire d'un meurtre rituel Éditeur : Paris : Albert Savine, éditeur, 1890.
- Menées juives. Incident Manning-Adler. Pétition au pape. Défi aux juifs, Éditeur : Paris : Savine, [1890].
- Mort et vivant, récit des temps mérovingiens, par l'abbé Henri Desportes, Éditeur : Paris : A. Taffin-Lefort, 1893.
- Menées juives : comment on répond à un livre qui gène, Éditeur : Paris : A. Savine.

### Roman
- Le juif franc-maçon, Paris : Delhomme et Briguet, [1890].

### Néerlandais
- Het bloedgeheim bij de Joden gedurende alle eeuwen, Éditeur : Roermond : Waterreus, 1890.